# Nicolas Kiefer
Nicolas Kiefer (* 5. Juli 1977 in Holzminden) ist ein ehemaliger deutscher Tennisspieler. Sein größter Erfolg war der Gewinn der Silbermedaille im Doppel an der Seite von Rainer Schüttler bei den Olympischen Spielen 2004 in Athen. Er gewann auf der ATP World Tour sechs Turniere und stand weitere 13-mal in einem Endspiel. Er gehört zu den erfolgreichsten deutschen Tennisspielern der Open Era.

## Tenniskarriere

### Anfänge
Nicolas Kiefers Mutter ist Französin, sein Vater war Sportlehrer an der Paul-Gerhardt-Schule, einem Evangelischen Gymnasium in Dassel (Kreis Northeim). Er begann im Alter von sechs Jahren mit dem Tennisspielen und wurde schon bald als Talent entdeckt. Kiefer wurde in Einbeck von Martin Rausch trainiert und dann im Leistungszentrum von Hannover gefördert. Als er auf der Juniorentour im Jahr 1995 die Titel bei den Grand-Slam-Turnieren in Melbourne (Australian Open) und New York (US Open) gewinnen konnte und auch im Finale der Juniorenkonkurrenz von Wimbledon stand, galt er als das vielleicht größte deutsche Tennistalent seit Boris Becker. Der Durchbruch auf der ATP Tour gelang Kiefer dann im Jahr 1997, als er in Wimbledon das Viertelfinale erreichte und seinen ersten Profi-Turniersieg in Toulouse errang. Auf Position 32 in der Tennisweltrangliste beendete Kiefer die Saison zum ersten Mal als bester Deutscher. 1998 erreichte er dann erstmals das Viertelfinale der Australian Open, scheiterte dort aber überraschend am Franzosen Nicolas Escudé. Kiefer beendete die Saison auf Platz 35.

### Weltspitze
Der Sprung in die Weltspitze gelang Kiefer dann in der Saison 1999, als er vier Endspiele auf der Profitour bestritt, von denen er zwei (Halle und Taschkent) gewinnen konnte und erstmals unter den besten zehn Spielern der Welt rangierte. Die Saison beendete er auf Platz 6 und konnte dabei zum ersten und einzigen Mal in seiner Karriere am saisonabschließenden Masters Cup teilnehmen, der damals in Hannover ausgetragen wurde. Nach einer Niederlage gegen Thomas Enqvist erreichte Kiefer mit Siegen über Todd Martin und Jewgeni Kafelnikow das Halbfinale, das er gegen Pete Sampras verlor.

### Das Jahr 2000
Die Saison begann für Kiefer vielversprechend. Er erreichte das Viertelfinale bei den Australian Open, unterlag dort allerdings dem Schweden Magnus Norman in vier Sätzen. Nach diesem Turnier stand Kiefer auf Position vier der Weltrangliste, seine beste Platzierung. Es folgten zahlreiche Verletzungen und enttäuschende Ergebnisse. Im September konnte Kiefer das Viertelfinale der US Open erreichen, wo er dem späteren Turniersieger Marat Safin unterlag. Dieses Jahr bezeichnete Kiefer trotz zweier Turniersiege in Dubai und Hongkong als die „Seuchensaison“ seiner Karriere, da er immer wieder von Verletzungen gestoppt wurde und die Saison schließlich auf Platz 20 beendete.

### 2001 bis 2005
Die Jahre 2001 bis 2005 waren von durchwachsenen Leistungen Kiefers geprägt. Zwar konnte er in diesem Zeitraum noch neun weitere Endspiele erreichen, ein Sieg gelang ihm aber nicht. Das bescherte ihm den traurigen Rekord der meisten Finalniederlagen auf der ATP Tour hintereinander. 2002 und 2003 war Kiefer nur noch selten unter den besten 50 Spielern der Welt, als Hoffnungsträger des deutschen Herrentennis musste er zunehmend hinter Tommy Haas zurücktreten. Erst mit der Saison 2004, in der er viermal ein Turnierfinale erreichte, fand Kiefer wieder zu besserer Form zurück.
Bei den Olympischen Spielen 2004 zog Kiefer zudem an der Seite von Rainer Schüttler ins Finale ein, in dem sie gegen Fernando González und Nicolás Massú aus Chile in fünf Sätzen unterlagen. Im vierten Satz verlor das deutsche Doppel bei 2:1-Satzführung knapp den Tiebreak mit 7:9.

### Verletzung und erneutes Comeback
Zum Auftakt der Saison 2006 erreichte Kiefer bei den Australian Open das Halbfinale, die beste Leistung seiner Karriere bei einem Grand-Slam-Turnier. Der 28-Jährige schaffte damit den erneuten Sprung unter die Besten 15 der Welt. Bei den French Open zog sich Kiefer dann eine Handgelenksverletzung zu, die ihn zu einer einjährigen Pause zwang. Bei den Gerry Weber Open 2007 in Halle (Westf.) gab er sein Comeback, unterlag allerdings Tomáš Berdych. Seinen ersten Erfolg nach der langen Verletzungspause feierte er auf der Tour zwei Wochen später in der ersten Runde von Wimbledon gegen Filippo Volandri. Er schied aber in der dritten Runde in einem denkbar knappen Match, das wegen anhaltenden Regens erst vier Tage später als geplant zu Ende gespielt werden konnte, gegen Novak Đoković (damals Nummer fünf der Weltrangliste) aus. Bei den Countrywide Classic in Los Angeles drang er bis ins Halbfinale vor, musste dieses allerdings wegen einer Knieverletzung absagen.
Im Juli 2008 erreichte Kiefer in Toronto erstmals das Finale eines Turniers der Tennis Masters Series, in welchem er sich nach Siegen über die beiden Top-Ten-Spieler Nikolai Dawydenko und James Blake erst dem designierten Weltranglistenersten Rafael Nadal geschlagen geben musste. Dieses Ergebnis brachte ihn erstmals nach seinem Comeback zurück unter die Besten 20 der Tennisweltrangliste und machte ihn wieder zur Nummer eins im deutschen Tennis. Bei den Olympischen Spielen in Peking unterlag er im Achtelfinale Paul-Henri Mathieu. Im Doppel scheiterte er an der Seite von Rainer Schüttler bereits in der ersten Runde am österreichischen Doppel Jürgen Melzer und Julian Knowle.

### 2009
Im März erreichte Kiefer jeweils die dritte Runde bei den Masters-Turnieren in Indian Wells und Miami, verlor dort aber gegen Andy Roddick (Indian Wells) und Roger Federer (Miami). Im Mai erreichte er das Achtelfinale in München sowie die zweite Runde bei den French Open. Daneben erwies er sich als starker Rückhalt der deutschen Mannschaft beim World Team Cup in Düsseldorf, bei dem er an der Seite von Mischa Zverev alle vier Spiele gewinnen konnte. Bei den Gerry Weber Open in Halle (Westf.) musste er seine Achtelfinalbegegnung im Einzelwettbewerb gegen Jürgen Melzer wegen einer Bauchmuskelverletzung aufgeben, zum Halbfinale im Doppel (wiederum mit Zverev) konnte er gar nicht erst antreten. Im Juli erreichte er das Halbfinale in Stuttgart, das er gegen Jérémy Chardy verlor, sowie das Viertelfinale von Gstaad, wo er gegen den späteren Turniersieger Thomaz Bellucci erneut aufgeben musste.

### 2010 bis Karriereende
In diesem Jahr bestritt Kiefer lediglich vier Turniere. Bei den Gerry Weber Open sorgte er noch einmal für Aufsehen, als er in Runde eins den Russen Michail Juschny in drei Sätzen bezwingen konnte.
Im August wurde Kiefer Vater einer Tochter.
Ende des Jahres 2010 erklärte Nicolas Kiefer seinen Rücktritt und begründete dies damit, dass er möglichst viel Zeit mit seiner Familie verbringen möchte und es nach 15 Jahren Zeit sei, einen neuen Lebensabschnitt zu beginnen.

## Erfolge
| Legende (Anzahl der Titel)        |
| Grand Slam                        |
| Olympische Spiele                 |
| Tennis Masters Cup                |
| ATP Masters Series                |
| ATP International Series Gold (2) |
| ATP International Series (7)      |
| ATP Challenger Tour (1)           |

| Titel nach Belag |
| Hartplatz (7)    |
| Sand (0)         |
| Rasen (1)        |
| Teppich (1)      |

### Einzel

#### Turniersiege

##### ATP Tour
| Nr. | Datum              | Turnier   | Belag     | Finalgegner         | Ergebnis      |
| --- | ------------------ | --------- | --------- | ------------------- | ------------- |
| 1.  | 5. Oktober 1997    | Toulouse  | Hartplatz | Mark Philippoussis  | 7:5, 5:7, 6:4 |
| 2.  | 18. April 1999     | Tokio     | Hartplatz | Wayne Ferreira      | 7:6, 7:5      |
| 3.  | 13. Juni 1999      | Halle     | Rasen     | Nicklas Kulti       | 6:3, 6:2      |
| 4.  | 19. September 1999 | Taschkent | Hartplatz | George Bastl        | 6:4, 6:2      |
| 5.  | 13. Februar 2000   | Dubai     | Hartplatz | Juan Carlos Ferrero | 7:5, 4:6, 6:3 |
| 6.  | 8. Oktober 2000    | Hongkong  | Hartplatz | Mark Philippoussis  | 7:6, 2:6, 6:2 |

##### Challenger Tour
| Nr. | Datum         | Turnier                | Belag   | Finalgegner | Ergebnis |
| --- | ------------- | ---------------------- | ------- | ----------- | -------- |
| 1.  | 12. März 1995 | Garmisch-Partenkirchen | Teppich | Dick Norman | 7:6, 7:6 |

#### Finalteilnahmen
| Nr. | Datum            | Turnier        | Belag         | Finalgegner        | Ergebnis                |
| --- | ---------------- | -------------- | ------------- | ------------------ | ----------------------- |
| 1.  | 19. Oktober 1997 | Singapur       | Teppich (i)   | Magnus Gustafsson  | 6:4, 3:6, 3:6           |
| 2.  | 21. Februar 1999 | Dubai          | Hartplatz     | Jérôme Golmard     | 4:6, 2:6                |
| 3.  | 25. Oktober 1999 | Wien           | Teppich (i)   | Greg Rusedski      | 7:6, 6:2, 3:6, 5:7, 4:6 |
| 4.  | 14. Oktober 2001 | Moskau (1)     | Teppich (i)   | Jewgeni Kafelnikow | 4:6, 5:7                |
| 5.  | 23. Juni 2002    | Halle (1)      | Rasen         | Jewgeni Kafelnikow | 6:2, 4:6, 4:6           |
| 6.  | 23. Juni 2003    | Halle (2)      | Rasen         | Roger Federer      | 1:6, 3:6                |
| 7.  | 22. Februar 2004 | Memphis        | Hartplatz (i) | Joachim Johansson  | 6:7, 3:6                |
| 8.  | 7. März 2004     | Las Vegas      | Hartplatz     | Vincent Spadea     | 5:7, 7:6, 3:6           |
| 9.  | 25. Juli 2004    | Indianapolis   | Hartplatz     | Andy Roddick       | 2:6, 3:6                |
| 10. | 18. Juli 2004    | Los Angeles    | Hartplatz     | Tommy Haas         | 6:76, 4:6               |
| 11. | 16. Oktober 2005 | Moskau (2)     | Teppich (i)   | Igor Andrejew      | 7:5, 6:7, 2:6           |
| 12. | 30. Oktober 2005 | St. Petersburg | Teppich (i)   | Thomas Johansson   | 4:6, 2:6                |
| 13. | 27. August 2008  | Toronto        | Hartplatz     | Rafael Nadal       | 3:6, 2:6                |

### Doppel

#### Turniersiege
| Nr. | Datum            | Turnier     | Belag       | Partner            | Finalgegner                     | Ergebnis      |
| --- | ---------------- | ----------- | ----------- | ------------------ | ------------------------------- | ------------- |
| 1.  | 25. Oktober 1998 | Ostrava     | Teppich (i) | David Prinosil     | David Adams Pavel Vízner        | 6:4, 6:3      |
| 2.  | 28. Juli 2002    | Los Angeles | Hartplatz   | Sébastien Grosjean | Justin Gimelstob Michaël Llodra | 6:4, 6:4      |
| 3.  | 5. Oktober 2003  | Tokio       | Hartplatz   | Justin Gimelstob   | Scott Humphries Mark Merklein   | 6:7, 6:3, 7:6 |

#### Finalteilnahmen
| Nr. | Datum           | Turnier                 | Belag     | Partner          | Finalgegner                     | Ergebnis                 |
| --- | --------------- | ----------------------- | --------- | ---------------- | ------------------------------- | ------------------------ |
| 1.  | 22. August 2004 | Olympische Sommerspiele | Hartplatz | Rainer Schüttler | Fernando González Nicolás Massú | 2:6, 6:4, 6:3, 6:77, 4:6 |

## Grand-Slam-Resultate Einzel
Angegeben ist immer die erreichte Runde
| Turnier         | 2010 | 2009 | 2008 | 2007 | 2006 | 2005 | 2004 | 2003 | 2002 | 2001 | 2000 | 1999 | 1998 | 1997 | 1996 | 1995 | Karriere |
| --------------- | ---- | ---- | ---- | ---- | ---- | ---- | ---- | ---- | ---- | ---- | ---- | ---- | ---- | ---- | ---- | ---- | -------- |
| Australian Open | –    | –    | 1    | –    | HF   | 1    | 1    | –    | 1    | 2    | VF   | 3    | VF   | –    | 1    | –    | HF       |
| French Open     | –    | 2    | –    | –    | 3    | AF   | 2    | 2    | 1    | 1    | 1    | 1    | 2    | 1    | –    | –    | AF       |
| Wimbledon       | 1    | 1    | 3    | 3    | –    | 3    | 1    | 1    | 3    | AF   | 1    | 2    | 3    | VF   | –    | –    | VF       |
| US Open         |      | 2    | 1    | 2    | –    | AF   | AF   | 2    | 1    | 1    | VF   | 3    | 3    | –    | –    | –    | VF       |

## Grand-Slam-Resultate Doppel
Angegeben ist immer die erreichte Runde
| Turnier         | 2009 | 2008 | 2007 | 2006 | 2005 | 2004 | 2003 | 2002 | 2001 | 2000 | 1999 | 1998 | 1997 | 1996 | 1995 | Karriere |
| --------------- | ---- | ---- | ---- | ---- | ---- | ---- | ---- | ---- | ---- | ---- | ---- | ---- | ---- | ---- | ---- | -------- |
| Australian Open | –    | –    | –    | –    | –    | 2    | –    | –    | –    | –    | –    | –    | –    | –    | –    | 2        |
| French Open     | –    | –    | –    | –    | –    | 1    | 1    | –    | 1    | –    | –    | –    | –    | –    | –    | 1        |
| Wimbledon       | –    | –    | –    | –    | –    | –    | 2    | –    | –    | –    | –    | –    | –    | –    | –    | 2        |
| US Open         | –    | –    | –    | –    | –    | –    | –    | 1    | –    | –    | –    | –    | –    | –    | –    | 1        |

## Nach der aktiven Karriere
Kiefer ist begeisterter Fußball- und Eishockeyanhänger der Clubs Hannover 96 und Hannover Scorpions. Er ist Vereinsmitglied von Hannover 96 und tritt bei Spielen der Bundesliga-Mannschaft in deren Trikot auf.
Nach seiner Karriere begann Kiefer mit dem Marathonlauf und absolvierte u. a. alle sechs World Marathon Majors.
Kiefer engagiert sich auch für karitative und soziale Projekte, beispielsweise bei „bed by night“ in Hannover, in einem Containerdorf auf dem Welfenplatz (Einrichtung zur Versorgung von Straßenkindern), bei „Aktion Kindertraum“ und zusammen mit der Menschenrechtsorganisation Amnesty International im Kampf gegen Folter.
2016 begleitete Kiefer die Grand-Slam-Turniere für den pan-europäischen Sportsender Eurosport. 2016 bei den US Open moderierte er zusammen mit Matthias Stach abends die Livesendung „Aufschlag Kiefer“, in der die Spiele des vergangenen Tages analysiert wurden.